# Заливадний, Алексей Харитонович
Алексей Харитонович Заливадний — советский хозяйственный, государственный и политический деятель, Герой Социалистического Труда.

## Биография
Родился в 1912 году в селе Рагули. Член КПСС.
С 1929 года — на хозяйственной, общественной и политической работе. В 1929—1958 гг. — рабочий, чабан, старший чабан маточной отары в племенном овцеводческом совхозе «Советское руно» Ипатовского района, красноармеец-пограничник в гарнизоне села Богуславка на Дальнем Востоке, старший чабан маточной отары совхоза «Советское Руно» Ипатовского района Орджиникидзевского края, участник Великой Отечественной войны, старший телефонист 743-й отдельной роты связи 347-й стрелковой дивизии, старший чабан племенного овцеводческого совхоза «Советское Руно» Министерства совхозов СССР.
Указом Президиума Верховного Совета СССР от 30 декабря 1950 года присвоено звание Героя Социалистического Труда с вручением ордена Ленина и золотой медали «Серп и Молот».
Умер в центральной усадьбе совхоза «Советское Руно» в 1968 году.